# Agnar Næss
Agnar Næss (22. marts 1911 på Hvasser i Tjøme - 5. juli 1976) var en norsk pilot i den norske marines flyvetjeneste. Han er kendt for sin indsats under 2. verdenskrig, da han i 1942 blev tildelt Krigskorset med sværd, Norges højeste udmærkelse, for indsatsen. Efter krigen fortsatte han sin militære karriere i Norges flyvevåben.